# Калиновка (Красноармейский район)
Кали́новка — деревня в Красноармейском районе Челябинской области. Входит в состав Канашевского сельского поселения.

## География
Расположена на берегу высохшего озера на границе с Курганской областью. Ближайший населённый пункт: село Таукаево. Вблизи деревни также находятся озёра Шашнкуль, Аминькуль, Избушкуль, Кискалькуль на востоке и Ялансаз на западе, а также озеро Басюкай в Таукаеве. Расстояние до районного центра села Миасского 25 км.

## Население
| 2002 | 2010 |
| ---- | ---- |
| 20   | ↗28  |

По данным Всероссийской переписи, в 2010 году численность населения деревни составляла 28 человек (13 мужчин и 15 женщин). 
Национальный состав: башкиры — 75% (2002 год) 

## Улицы
Уличная сеть деревни состоит из 1 улицы.